# Kihnui világítótorony
A Kihnui világítótorony (észtül: Kihnu tuletorn) Észtországban, a Pärnui-öbölben elhelyezkedő Kihnu szigetén található világítótorony. Az Észt Tengerészeti Hivatal (Eesti Veeteede Amet) üzemelteti.
A világítótornyot 1865-ben építették Kihnu déli partján, Nagy-Britanniában előre gyártott elemekből. 
A lámpa működési periódusa 12 másodperc, mialatt két, egyenként másfél másodperces villanás látható. (1,5 s villanás – 1,5 s szünet – 1,5 s villanás – 7,5 s szünet). Iránytól függően fehér vagy vörös fényt bocsát ki (a 262–225° közötti 323°-os tartományban fehér, a 225–262° közötti 37°-os tartományban vörös fényt). A fehér fény láthatósága 20 km (11 tengeri mérföld), a vörös fény láthatósága 13 km (7 tengeri mérföld).
A hengeres, a talapzat felé szélesedő torony öntöttvasból készült. A torony földfelszín feletti magassága 28 m, a lámpa a tengerszint felett 29 m-es magasságban helyezkedik el. A torony tetején lévő lámpaház körül erkélyes rész található. A torony fehér színű, a lámpaház tetejét vörösre festették. A világítótest Fresnel-lencsék mögött helyezkedik el. 
A torony szerkezetileg teljesen megegyezik az ugyancsak Nagy-Britanniában készült vormsi világítótoronnyal.